# أخلاقيات الهندسة
يشير مصطلح أخلاقيات الهندسة إلى نظام من المبادئ الأخلاقية التي تنطبق على ممارسة الهندسة. ويتناول هذا المجال الالتزامات الواقعة على كاهل المهندس تجاه المجتمع وتجاه عملائه ومهنته، ومن حيث كونه تخصص علمي، فإنه يرتبط ارتباطًا وثيقًا بالعديد من الموضوعات مثل فلسفة العلوم وفلسفة الهندسة وأخلاقيات التكنولوجيا.

## الخلفية والمنشأ

### القرن التاسع عشر وتزايد الاهتمام بهذا المجال

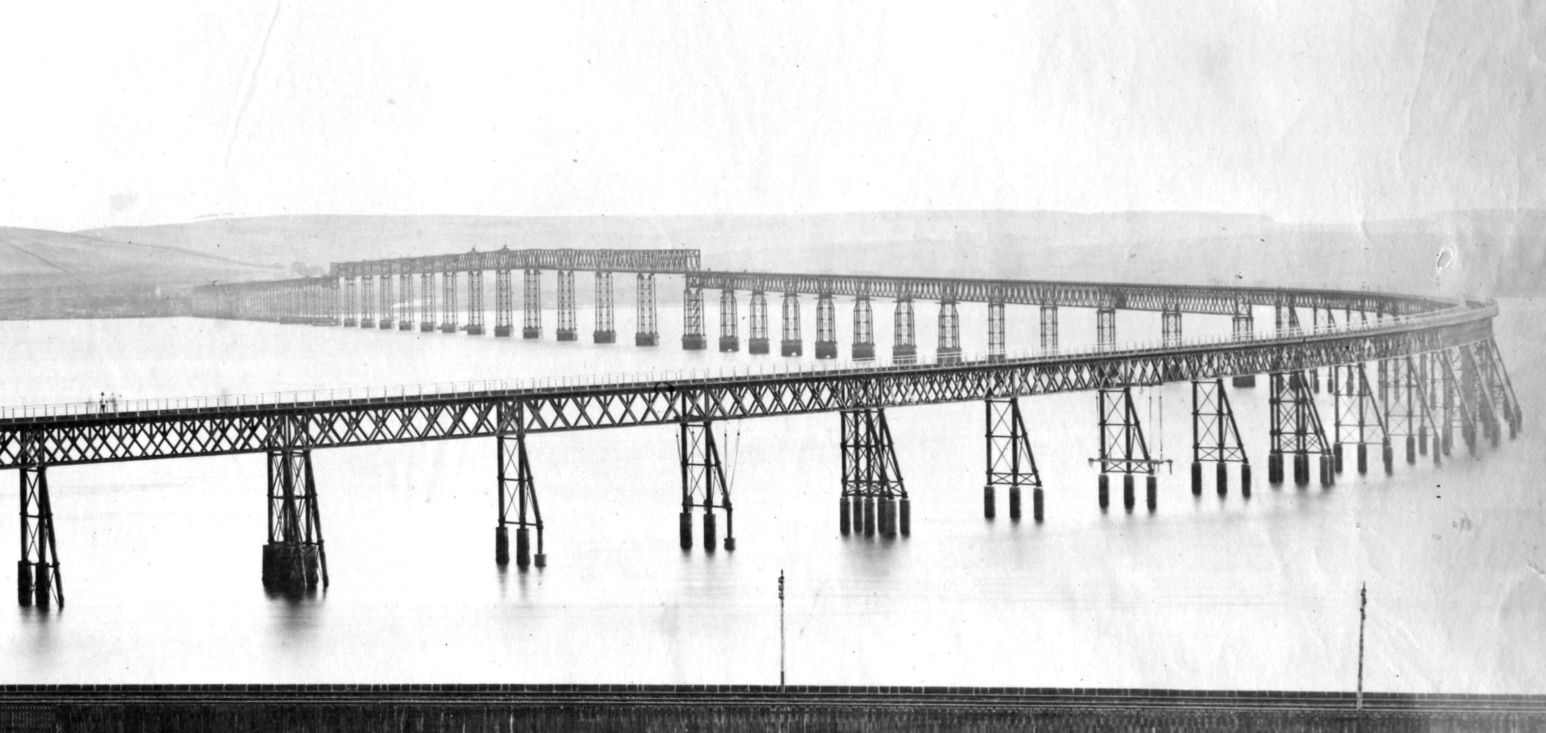
انهيار جسر تاي الأول في 1879، والذي قتل فيه ستون شخصًا على الأقل.

حينما ظهرت الهندسة كمهنة متميزة خلال القرن التاسع عشر، كان المهندسون يرون أنفسهم إما أنهم ممارسين مهنيين مستقلين أو موظفين فنيين في المشروعات الكبرى. وكان هناك توتر ملحوظ بين الجانبين فقد كان أرباب العمل في المشروعات الصناعية الكبيرة يجاهدون للاحتفاظ بالسيطرة على موظفيهم.
في الولايات المتحدة الأمريكية، أدى التطور المهني إلي ظهور وتأسيس أربعة جمعيات هندسية رئيسية وهي: الجمعية الأمريكية للمهندسين المدنيين (ASCE) (عام 1851)، والمعهد الأمريكي للمهندسين الكهربائيين (AIEE) (عام 1884) والجمعية الأمريكية للمهندسين الميكانيكيين ASME (عام 1880) والمعهد الأمريكي لمهندسي التعدين (AIME) (عام 1871). يتعامل كل من الجمعية الأمريكية للمهندسين المدنيين والجمعية الأمريكية للمهندسين الكهربائيين المهندس كمهني متعلم، في حين أن الجمعية الأمريكية للمهندسين الميكانيكيين، إلى حد ما، والمعهد الأمريكي لمهندسي التعدين ومعالجة المعادن والبترول، إلى حد كبير، قد عُرفا بدعمهما للرأي القائل بأن المهندس هو موظف فني.
ومع ذلك، في هذا الوقت كان يُنظر إلى الأخلاق على أنها صفة شخصية بدلاً من كونها اهتمام مهني رئيسي.

### مرحلة التحول في القرن العشرين

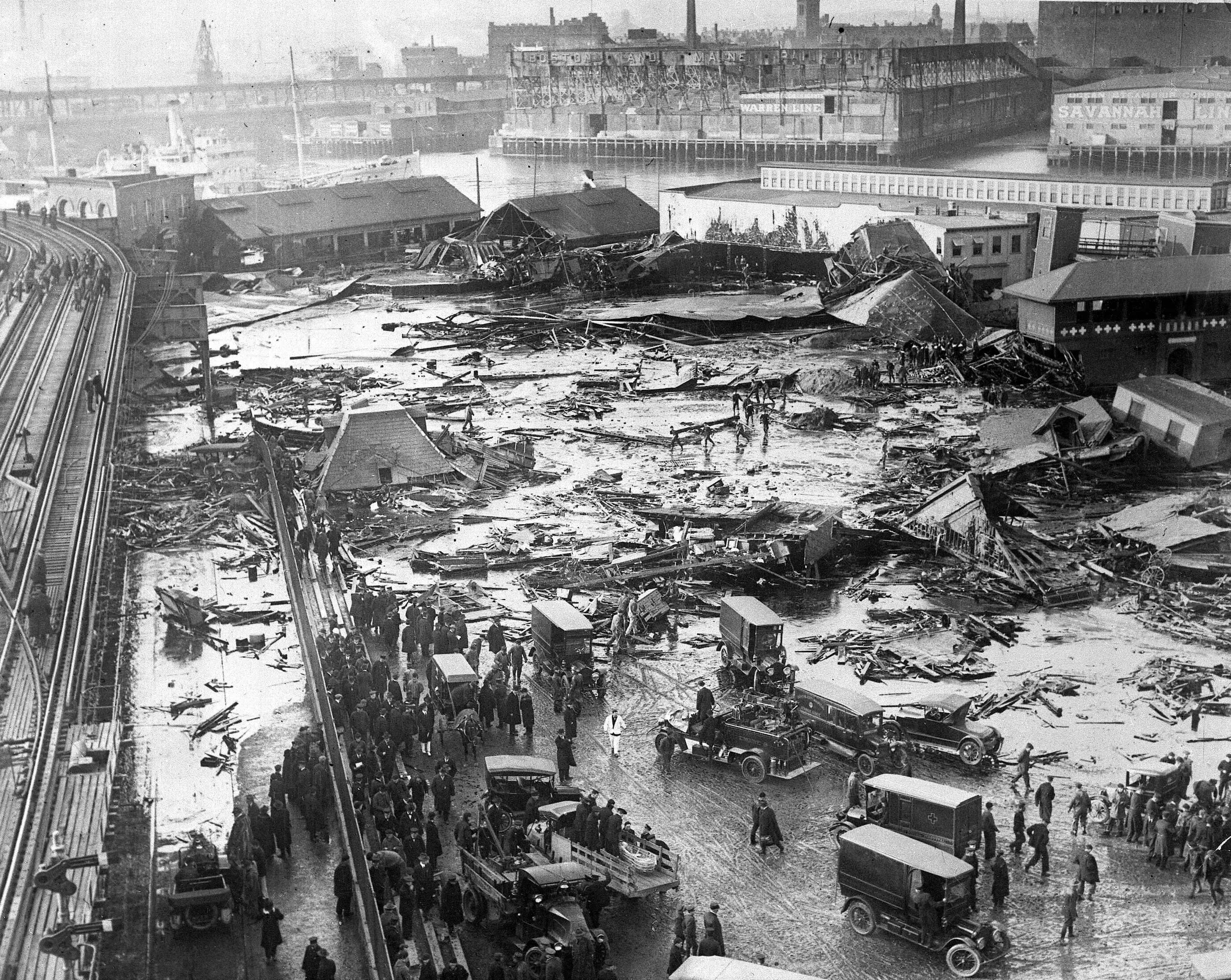
أعطت كارثة المولاس في بوسطن دفعة قوية لتأسيس الترخيص المهني وقواعد السلوك في الولايات المتحدة.مع

اقتراب القرن التاسع عشر من نهايته، وفي بداية القرن العشرين، وقعت سلسلة من الانهيارات الهيكلية الخطيرة والتي شملت انهيارات الجسور بشكل مثير، ولا سيما كارثة انهيار السكك الحديدية لنهر اشتابولا (1876)، وكارثة جسر تاي (1879)، وانهيار جسر كوبيك (1907). وكان لهذه الكوارث والانهيارات تأثير عميق على المهندسين والاضطرار لمواجهة أوجه القصور المهني في الممارسة الفنية والتشييد، فضلاً عن المعايير الأخلاقية.
وكانت هناك استجابة لتطوير اللوائح الرسمية لقواعد الأخلاق بواسطة ثلاث من أربع مؤسسات هندسية رئيسية. حيث تبنت الجمعية الأمريكية للمهندسين الكهربائيين تطوير قواعد الأخلاق الخاصة بها في 1912. كما فعلت ذلك كل من الجمعية الأمريكية للمهندسين المدنيين والجمعية الأمريكية للمهندسين الميكانيكيين في 1914. في حين أن المعهد الأمريكي لمهندسي التعدين لم يتبنَ مدونة لقواعد السلوك في تاريخه.
برز الاهتمام بالممارسة المهنية وحماية الأشخاص بعد وقوع هذه الكوارث في الجسور بالإضافة إلى كارثة مولاس بوسطن (1919)، وأعطت دافعًا لحركة أخرى تم إجراؤها لبعض الوقت وهي: الحاجة إلى وثائق الاعتماد الرسمي (الترخيص المهني في الولايات المتحدة) كشرط للحصول على حق الممارسة. وذلك يشمل الوفاء ببعض متطلبات الخبرة والتعليم والاختبار معًا.
على مدى العقود التالية كانت معظم الولايات الأمريكية والمقاطعات الكندية تتطلب إما أن يتم ترخيص المهندسين المطلوبين، أو تقوم بتمرير تشريعات خاصة بحقوق ملكية الحجز لتنظيم المهندسين المهنيين. في النموذج الكندي، يلزم ترخيص جميع الأشخاص الذين يعملون في مجالات الهندسة التي تشكل خطرًا على الحياة والصحة والممتلكات والصالح العام والبيئة وطلبت جميع المقاطعات بهذا الترخيص مع حلول الخمسينيات من القرن العشرين.
أما النموذج الأمريكي فإنه لا يتطلب بشكل عام إلا أن يتم ترخيص أولئك الذين يمارسون هذه المهنة بشكل مستقل (أي للاستشارات الهندسية)، في حين لا يحتاج المهندسون العاملون في الصناعة، والتعليم، وأحيانا العاملون في الوظائف الحكومة إلي هذا الترخيص. وقد أدى هذا إلى تعمق الانقسام بين المهندسين المهنيين والعاملين في الصناعة. وقد تبنت الجمعيات المهنية عمومًا اللوائح المنظمة لقواعد الأخلاق. ومن ناحية أخرى، لا تتبنى الجمعيات الفنية تلك القواعد ولكن بدلاً من ذلك تقدم أحيانًا أخلاقيات التعليم والموارد للأعضاء المماثلين لتلك الموجودة في الجمعيات المهنية. ولكن هذا الأمر ليس موحدًا، وقد ظل السؤال حول من سيكون مركز الاهتمام: الجمهور أم صاحب العمل، مطروحًا لم يجيب عليه أحد في الصناعة وأحيانا في الممارسة المهنية.

### التطورات الحديثة
وتستمر الجهود المبذولة لتعزيز الممارسة الأخلاقية وبالإضافة إلى جهود الجمعيات المهنية والمنظمات المانحة مع أعضائها، فإن خاتم أيرن الكندي وميثاق المهندس الأمريكي يرجع تاريخهما إلى انهيار جسر كويبك في 1907. وكلاهما يطلب من الأعضاء أن يقسموا على المحافظة على الممارسة الأخلاقية وأن يلبسوا خاتمًا رمزيًا ليكون مذكرًا لهم.
وفي الولايات المتحدة، أصدرت الجمعية الدولية للمهندسين المحترفين قواعد أخلاقيات المهندس وأحكام السلوك المهني في 1946، والذان تتطورا إلى قواعد السلوك الحالية المتبعة في 1964. هذه النتائج أدت في النهاية إلى إنشاء مجلس المتابعة الأخلاقية (BER) في 1954. وقد كانت القضايا الأخلاقية نادرًا ما تجد ردودًا سهلة ولكن مجلس المتابعة الأخلاقية بمستشاريه البالغين نحو 500 ساعد في إيضاح صورة القضايا الأخلاقية التي يواجهها المهندسون يوميًا.
وتعالج العديد العديد من الجمعيات المحترفة ومجموعات الأعمال حول العالم في الوقت الحالي الرشوة والفساد السياسي بشكل مباشر. وبالرغم من ذلك فإنه قد برزت قضايا جديدة مثل المناطق الحرة والتنمية المستدامة والحماية البيئية، والذي يجب على المهنة أن تراعيها وتواجهها.

## مبادئ عامة
تحدد اللوائح المنظمة لقواعد الأخلاق الهندسية أولوية محددة بخصوص مراعات المهندس لالمجتمع والعملاء والموظفين والمهنة.
كما أعدت العديد من الجمعيات المهنية الهندسية لوائح منظمة لقواعد الأخلاق. وبعضها يعود إلى العقود المبكرة من القرن العشرين. وقد تم دمجها بدرجات أكبر أو أصغر إلى القوانين المنظمة لدوائر عدة. في حين أن هذه البيانات تستخدم ككتيب إرشادي إلا أنه لا يزال يتطلع المهندسون إلى رأي سديد يفسر كيفية تنفيذها في ظروف بعينها.
وتتشابه المباديء العامة للوائح المنظمة للأخلاق بشكل كبير في الجمعيات الهندسية المختلفة والمنظمات المانحة في العالم  وهو ما يعمل على نشر اللائحة بصورة أكبر ويعمل على إصدار توجيهات محددة. وإليك مثال منالجمعية الأمريكية للمهندسين المدنيين:
1. يُعلي المهندسون من شأن الأمان والصحة ورفاهية المجتمع كما يناضل من أجل الامتثال لمبادئ التنمية المستدامة في أداء واجبات المهنة.[15]
2. ويقدم المهندسون الخدمات التي هي من صميم اختصاصهم فقط.[15]
3. ولا يدلي المهندسون بتصريحاتهم إلا ملتزمين بالصدق والموضوعية.[15]
4. ويقوم المهندسون بدور فاعل في الشئون المهنية لكل من الموظف والعميل كوكلاء أو أمناء أوفياء ويحرصون على تجنب تضارب المصالح.[15]
5. ويحرص المهندسون على بناء سمعتهم المهنية بفضل خدماتهم ولا يتبارون مع الآخرين في الظلم.
6. ويتصرف المهندسون بطريقة تجعلهم يحوزون المجد والنزاهة والكرامة لمهنة الهندسة كما أنهم يتصرفون بلا شفقة مع الرشوة والغش والفساد.[15]
7. ويستزيد المهندسون من التطوير المهني أثناء عملهم، ويتيحون فرص التطوير المهني لمن هم تحت إشرافهم.[15]

### الالتزامات تجاه المجتمع
المثل العليا التي يقدرها المهندس هي الأمان ورفاهية الجمهور. وكما سيوضح الاقتباس التالي، فهذا هو وضع المنظمات الهندسية المهنية تقريبًا في كل فروع الهندسة والقضاء:
- معهد المهندسون الكهربائيون والمهندسو الإلكترونيات: «إننا أعضاء معهد المهندسين الكهربائيين ومهندسي الإلكترونيات... بموجب هذه اللائحة نُلزم أنفسنا بأعلى درجات السلوك المهني ونتفق على:1.تقبل مسئولية اتخاذ القرارات التي تتسق مع أمان وصحة ورفاهية الجمهور وأن نكشف فورًا عن أي عامل يُهدد الجمهور أو البيئة»[16]
- معهد المهندسين المدنيين: «ينبغي على أعضاء معهد المهندسين المدنيين أن يكونوا على وعي بالمسئولية الرئيسية وهي مصلحة الجمهور. والتزامات العضو تجاه العميل ينبغي ألا تطغى على ذلك، وينبغي ألا يدخل معهد المهندسين المدنيين في تعهدات تنازع هذه المسئولية. وتتضمن ’مصلحة الجمهور‘ رعاية واحترام البيئة والتراث الثقافي والتاريخي والأثري، فضلًا عن المسئولية الأولية التي يجب على الأعضاء حماية الصحة والرفاهية للأجيال الحالية والأجيال القادمة.»[17]
- المهندسون المحترفون لأونتاريو: «يعتبر ممارس المهنة أن واجبه الأسمى هو رفاهية الجمهور.»[18]
- الجمعية الدولية للمهندسين المحترفين: «المهندسون وفاءً بواجبات المهنة يقومون بـ: الإعلاء من شأن أمان وصحة ورفاهية الجمهور.»[19]
- الجمعية الأمريكية لمهندسي الميكانيكيا: «يُعلي المهندس من شأن أمان وصحة ورفاهية الجمهور وفاءً بواجبات المهنة.»[20]
- معهد المهندسين الصناعيين: «يحتفظ المهندس ويرفع من مجد وكرامة مهنة الهندسة عن طريق: 2. الأمانة وعدم التحيز والخدمة المتفانية للجمهور والموظفين والعملاء.»[21]
- المعهد الأمريكي لمهندسي الكيمياء: «لتحقيق هذه الأهداف، يُعلي الأعضاء من شأن أمان وصحة ورفاهية الجمهور ويحمون البيئة وفاءً بواجبات المهنة.»[22]
- الجمعية النووية الأمريكية: «يحتفظ أعضاء الجمعية النووية الأمريكية بمجد ونزاهة مهنتهم ويرفعون من ذلك بتطويع علمهم ومهارتهم في تدعيم رفاهية الإنسان والبيئة، بأن يكونوا أمناء، وغير مُتحيزين ومتفانين في خدمة الجمهور والموظفين والعملاء، ويكافحون لتحسين كفاءة وهيبة المهن المختلفة باستمرار.»[23]

مسئوليات المهندس
يُدرك المهندس أن العمل هو أنبل الأوسمة، وهم لذلك يمارسون مهنتهم ملتزمين بخدمة المجتمع والعمل على رفاهية وتقدم جمهور الناس.
وكذلك عن طريق تحويل الطبيعة بما يخدم البشرية، يجب على المهندس أن يزيد من إدراكه بأن العالم مُقام للإنسان وإقباله على الكون إنما هو ضمان للتغلب على النفس والمعرفة بالواقع لجعله أجمل وأسعد.
ينبغي أن يرفض المهندس الأوراق التي تضر بالمصلحة العامة، وبذلك نتجنب المواقف التي تنطوي على مخاطر أو تُشكل تهديدًا للبيئة أو الحياة أو الصحة أو غيرها من حقوق الإنسان.
إنه لمن الواجب المتحتم على المهندس أن يحتفظ بهيبة المهنة ويكفل الوفاء اللائق بها، كما يُحافظ على سلوك مهني مُتأصل من المهارة والأمانة والثبات والاعتدال والشهامة والتواضع والعدل، مع الشعور بأن رفاهية الفرد الخاضع للرفاهية الاجتماعية.
لابد أن يضمن المهندس التطوير المستمر لمعارفه خصوصًا ما يتعلق بمهنته، ونشر ما يعرفه، وتبادل الخبرات، وتوفير فرص التعليم والتدريب للعمال، تقديم العرفان والدعم الأدبي والمادي للمدرسة التي تعلم فيها، وبهذه الطريقة يرد ما منحته له الشركة من فرص.
وهو مسئولية المهندس الذي ينفذ العمل بفعالية ويدعم القوانين. وعلى وجه الخصوص، يضمن التزام مقاييس حماية العامل كما ينص عليها القانون
وكمهنيين، يُتوقع من المهندسين أن يُلزموا أنفسهم بمستويات عالية من السلوك (الجمعية الدولية للمهندسين المحترفين) [1] 11/27/11

### كشف المخالفات
تكمن المعضلة الأخلاقية الأساسية في أن المهندس لديه واجب تقديم تقرير إلى السلطة المختصة عن وجود خطر محتمل على الآخرين ناتج عن عدم اتباع صاحب العمل أو العميل لتوجيهات المهندس. ووفقًا للمبادئ الأولى، يلغي هذا الواجب واجب العميل و/أو صاحب العمل. ومن الممكن أن يتم معاقبة المهندس أو إلغاء ترخيصه حتي في حالات عدم الإبلاغ عن الأخطار التي لا تتسبب في فقدان الحياة أو الصحة.
وفي كثير من الحالات، يمكن أن تُبطل المهمة من خلال استشارة العميل فيما يتعلق بالنتائج المباشرة لهذا الأمر، مع ضمان أن يأخذ العميل بمشورة المهندس. ومع ذلك، يجب على المهندس ضمان اتخاذ الخطوات العلاجية، وإذا لم يتم اتخاذ مثل هذه الخطوات، فإنه يجب الإبلاغ عن الحالة إلى السلطة المختصة. وفي حالات نادرة جدًا، يمكن للسلطة الحكومية اتخاذ الإجراءات المناسبة، ويمكن للمهندس أن يعفي نفسه من هذه المهمة من خلال نشر هذا الأمر على الملأ. ونتيجة لذلك فإن الإبلاغ عن المخالفات من قبل المهندسين المهنيين لا يعتبر حدثًا غير عادي، وغالبًا ما تقف المحاكم بجانب المهندسين وتؤيدهم في مثل هذه الحالات، وتحكم برد الواجبات على صاحب العمل وتلغي اعتبارات السرية التي لولاها لمنع المهندس من مناقشة الأمر علناً.

### السلوك
هناك العديد من القضايا الأخلاقية الأخرى التي يواجهها المهندسون. ويجب تنفيذ بعضها بممارسة فنية، ولكن يتعين على آخرين كُثر التعامل مع الممارسات الأوسع لإجراء العمل. ومن بينها ما يلي:
- العلاقات مع العملاء والمستشارين والمنافسين والمتعاقدين
- ضمان الامتثال القانوني من قبل العملاء ومقاولي العملاء وغيرهم
- تضارب المصالح
- الرشوة والعمولات، والتي يمكن أن تشمل أيضًا:

- الهدايا والوجبات والخدمات ووسائل الترفيه

- معالجةبسرية أو معلومات الملكية
- الاهتمام بأصول صاحب العمل
- الأعمال الخارجية/ العمل الخارجي (الجمع بين وظيفتين)

تعالج بعض الجمعيات الهندسية قضية حماية البيئة بطريقة مستقلة عن الأخلاق.
تتداخل مجالات أخلاقيات الأعمال التجارية في كثير من الأحيان ويبلغ القرار الأخلاقي المتخذ للمهندسين.

## دراسات الحالة والأفراد الرئيسيين
يلاحظ بتروسكي (Petroski) أن معظم حالات الإخفاق الهندسي هي السبب أكثر منها أخطاء حسابية فنية بسيطة وتنطوي على فشل عملية التصميم أو الثقافة الإدارية. ومع ذلك يرى أنه ليس بالضرورة أن جميع حالات الإخفاق الهندسي قضايا أخلاقية. فقد كان سبب الانهيار سيء السمعة لـ جسر تاكوما ناروس الأول، وفقدان المركبة الفضائية الأمريكيةمارس بولار لاندر ومارس كليميت أوربيتر كان السبب في كل ذلك عيوب فنية وعيوب في عمليات التصميم.
تنطوي هذه الحالات من الإخفاق الهندسي على قضايا أخلاقية وأخرى فنية.
- كارثة المكوك الفضائي كولومبيا (2003)
- كارثة المكوك الفضائي تشالنجر (1986)

حوادث *ثيراك-25 (1985 إلي1987)
- كارثة تشيرنوبل (1986)
- كارثة بوبال (1984)
- مدينة كانساس انهيار ممر فندق حياة ريجنسي (1981)
- قناة الحب (1980)، لويس جيبس (Lois Gibbs)
- حادثة جزيرة الثلاثة أميال (1979)
- مركز سيتي جروب (1978)،

مشاكل السلامة في *فورد بينتو (في السبعينيات من القرن العشرين)
- مرض ميناماتا (1908–1973)

مشاكل السلامة في *شيفروليه كورفاير (الستينيات من القرن العشرين)، رالف نادر (Ralph Nader)، وغير آمن في أي سرعة
- كارثة مولاس بوسطن (1919)
- انهيار جسر كيوبيك (1907), ثيودور كوبر (Theodore Cooper)
- فيضان جونزتاون (1889), نادي ساوز فورك للصيد
- كارثة جسر تاي (1879)، توماس بوخ (Thomas Bouch)، ووليام هنري بارلو (William Henry Barlow) ووليام يولاند (William Yolland)
- كارثة سكك حديد نهر اشتابولا (1876)، أماسا ستون (Amasa Stone)

## وصلات خارجية

### أستراليا
- Association of Professional Engineers, Scientists and Managers, Australia

Ethical Decision Making
- Engineers Australia

Code of Ethics

### كندا
- Association of Professional Engineers and Geoscientists of British Columbia (APEGBC)

Act, Bylaws and Code of Ethics
- Association of Professional Engineers, Geologists, and Geophysicists of Alberta (APEGGA)

EGGP Code of Ethics
- المهندسون المحترفون أونتاريو

Code of Ethics (See link on front page.)
- L'Ordre des ingénieurs du Québec (OIQ)

Code of Ethics of Engineers
- Iron Ring

The Ritual of the Calling of an Engineer
- جامعة ويسترن أونتاريو

Software Ethics - A Guide to the Ethical and Legal Use of Software for Members of the University Community of the University of Western Ontario

### المملكة المتحدة
- Association for Consultancy and Engineering (ACE)

Anti-Corruption Action Statement
- معهد المهندسين المدنيين (ICE)

Royal Charter, By-laws, Regulations and Rules
- جمعية الهندسة والتقنية (IET)

Professional ethics and the IET
- Engineering Council (EC)

Statement of Ethical Principles

### الولايات المتحدة
- الأكاديمية الوطنية للهندسة

Online Ethics Center of the National Academy of Engineering
- List of links to various professional and scientific societies' codes of ethics

Onlineethics.org
- National Institute for Engineering Ethics (NIEE)
- National Society of Professional Engineers (NSPE)

Code of Ethics
Board of Ethical Review and BER Cases
Ethics Resources and References
- المعهد الأمريكي للمهندسين الكيميائيين (AIChE)

Code of Ethics
- الجمعية الأمريكية للمهندسين المدنيين (ASCE)

Code of Ethics
Standards of Professional Conduct for Civil Engineers
- الجمعية الأمريكية للمهندسين الميكانيكيين (ASME), Code of Ethics
- جمعية مهندسي الكهرباء والإلكترونيات (IEEE)

Code of Ethics
- The Order of the Engineer

The Obligation of an Engineer
- Society of Manufacturing Engineers (SME)

Code of Ethics

### دولية
- Global Infrastructure Anti-Corruption Centre
- الشفافية الدولية